# Gemerček
Gemerček (in ungherese: Kisgömöri, in tedesco: Kleingömersburg) è un comune della Slovacchia facente parte del distretto di Rimavská Sobota, nella regione di Banská Bystrica.
Il villaggio è citato per la prima volta nel XIII secolo. Appartenne ai conti Ratold fino al XVI secolo. Nel 1554 venne saccheggiato dai turchi. Nel 1683 dovette sopportare le devastazioni della guerra polacco-lituana. Dal 1938 al 1944 venne annesso dall'Ungheria.